# Al-Safsafah, Hama
Al-Safsafah (tiếng Ả Rập: الصفصافة) là một ngôi làng Syria nằm trong Tiểu khu Ziyarah của huyện al-Suqaylabiyah ở tỉnh Hama. Theo Cục Thống kê Trung ương Syria (CBS), al-Safsafah có dân số 676 trong cuộc điều tra dân số năm 2004. Cư dân của nó chủ yếu là Alawites.